# San Román (Valle del Dubra)
San Román (llamada oficialmente Santa Mariña de San Román) es una parroquia española del municipio de Valle del Dubra, en la provincia de La Coruña, Galicia.

## Entidades de población
Entidades de población que forman parte de la parroquia:
- A Igrexa (San Román)
- Carreira
- Cebey (Cebei)
- Estebande
- Insua
- Lesta
- Novexilde
- Vilar
- Xermil

## Demografía
| Gráfica de evolución demográfica de San Román entre 2000 y 2019 |
|                                                                 |
| Datos según el nomenclátor publicado por el INE.                |